# خربه غزاله
خربة غزالة (به عربی: خربة غزالة) یک منطقهٔ مسکونی در سوریه است که در Al-Sanamayn District واقع شده‌است.

## خصوصیات
خربة غزالة ۱۶٬۲۴۰ نفر جمعیت دارد.